# Gustavia (Sveti Bartolomej)
Gustavia je glavno naselje na otoku Svetom Bartolomeju koji se nalazi u francuskim Antilima.

## Zemljopis
Nalazi se na zapadnoj obali Svetog Bartolomeja. Gradić je smješten uokolo luke Gustavije.

## Povijest
Luj XVI., kralj Francuske je 1785. predao je otok Šveđanima u zamjenu za trgovinska prava u Göteborgu. Glavni grad otoka Gustavia dobio je ime po švedskom kralju Gustavu III. Grad je napredovao kao trgovačka luka, dok nije uništen u požaru 1852. Dana 10. kolovoza 1877. Francuska je otkupila otok za 80.000 franaka. 
Mjesto grada Gustavije prvo se zvalo Le Carénage jer je bilo skloništem za oštećene brodove. Prema arhivima Gustavia se pojavila između 28. prosinca 1786. i 9. veljače 1787. godine. Gustavia je relikt razdoblja švedske vlasti. 
Tri su tvrđave sagrađene od sredine prema kraju 17. stoljeća radi zaštite luke: Oscar (nekad Gustav Adolf), Karl i Gustav. Anglikanska biskupska crkva na prednjem dijelu luke sagrađena je 1855. godine.

## Znamenitosti
U Gustaviji se nalaze ovi spomenici koji su klasificirani kao povijesni spomenici:
- švedska bitnica na tvrđavi Gustav III., današnja meteorološka postaja;[2]
- Švedski zvonik u Gustaviji, od kamena i drva, sa zvonom izlivenim 1799. u Stockholmu;[3]
- Katolička crkva u Gustaviji;[4]
- Kuća Dinzey, zvana Le Brigantin;[5]
- Guvernerova kuća u Gustaviji (ancienne mairie);[6]
- Župna kuća katoličke crkve u Gustaviji;[7]

Među ostalim spomenicima spadaju:
- Fort Karl ;
- Svjetionik u Gustaviji ;
- Potprefektura u Gustaviji (stari švedski zatvor) ;
- Wall House (muzej - knjižnica) ;
- muzej « Le p’tit Collectionneur ».

## Vanjske poveznice
- Site officiel de la collectivité d'outre-mer de Saint-Barthélemy
- Site officiel du port de Gustavia, Saint-Barthélemy
- Mémoire St Barth : Histoire de Saint-Barthélemy (traite négrière, esclavage, abolitions)
- Plan détaillé de Gustavia